# Veneri di Parabita

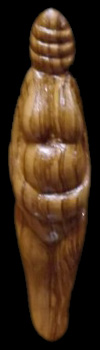
Riproduzione Veneri di Parabita in legno d'ulivo

Le veneri di Parabita sono due statuette di epoca preistorica che rappresentano donne: questo tipo di opere d'arte vengono chiamate veneri paleolitiche o preistoriche. Le statuette sono scolpite in osso di cavallo e hanno un'età di 12.000-14.000 anni. Sono conservate al Museo Archeologico Nazionale di Taranto.
Le statuette sono state rinvenute nel 1965 dal prof. Giuseppe Piscopo e collaboratori, nella grotta ora denominata Grotta delle Veneri, situata in località Monaci nel territorio del comune di Parabita, provincia di Lecce..
La statuetta più grande misura 9 cm d'altezza, 2,1 cm di larghezza e 2,2 cm di spessore massimo, la statuetta più piccola misura 6,1 cm d'altezza, 1,5 cm di larghezza e 1,2 cm di spessore massimo. Le statuette rappresentano donne in gravidanza: caratteristica peculiare dei due esemplari è la posizione delle braccia poste sul ventre, caratteristica condivisa con analoghi esemplari rinvenuti a Kostienki, località situata nel bacino del Don in Russia e ad Avdejevo, Ucraina.